# 19-降胆甾烷
19-降胆甾烷（英語：19-Norcholestane，或译为19-去甲胆甾烷）是一种26碳的甾烷类化合物，化学式为C
26H
46，相比胆甾烷少了一个10β位连接的甲基。